# Cielądz (gmina)
Pour la localité, voir Cielądz.
Cielądz est une gmina rurale du powiat de Rawa Mazowiecka, Łódź, dans le centre de la Pologne. Son siège est le village de Cielądz, qui se situe environ 9 km au sud-est de Rawa Mazowiecka et 62 km à l'est de la capitale régionale Łódź.
La gmina couvre une superficie de 93,88 km2 pour une population de 4 100 habitants.

## Géographie
La gmina inclut les villages de Brzozówka, Cielądz, Gortatowice, Grabice, Gułki, Komorów, Kuczyzna, Łaszczyn, Mała Wieś, Mroczkowice, Niemgłowy, Ossowice, Parolice, Sanogoszcz, Sierzchowy, Stolniki, Wisówka, Wylezinek et Zuski.
La gmina borde les gminy de Czerniewice, Nowe Miasto nad Pilicą, Rawa Mazowiecka, Regnów, Rzeczyca et Sadkowice.